# 염각
염각(炎閣, ? ~ 712년)은 대몽국의 제 3대 왕이다. 대몽국의 역대 왕들중 유일하게 시호가 없다. 실제로 왕이었는지도 의견이 분분하다.

## 생애
동생 성라피가 674년에 태어났고 아버지 라성염은 634년에 태어났으므로 적어도 '639년 ~ 674년, 동생 성라피가 태어나기 전'에 태어났다고 볼 수 있다. 712년에 왕위에 올랐다. 또한, 아들이 없어 712년에 성라피의 아들을 양자로 받아들였다. 이 과정에서 그 아들의 이름을 각라봉으로 바꾼다. 대몽국의 역대 왕들 중 가장 짧은 치세기간(712년에 사망)을 거쳤으며 그의 동생인 성라피가 염각을 이어 왕위에 올랐다.

## 참고 문헌
- 신당서(新唐書), 남조전(南詔傳)
- 만서(蠻書)